# Ladislav Rebrek
Ladislav (Lado) Rebrek, slovenski violinist, jazzovski kontrabasist, bas kitarist, glasbeni pedagog, zborovodja, skladatelj in aranžer, * 5. oktober 1939, † 29. december 2023.
Rebrek je bil mednarodno priznani jazzovski kontrabasist in bas kitarist, ki je sodeloval v Plesnem orkestru RTV Ljubljana in v različnih zasedbah, deloval pa je tudi kot glasbeni pedagog, zborovodja in violinist.

## Kariera
Rebrekova glasbena kariera se je začela leta 1961, ko je postal violinist Komornega orkestra in Filharmonije v Beogradu. Kasneje je postal kontrabasist in bas kitarist takratnega Plesnega orkestra RTV Ljubljana. Poleg Ratka Divjaka, Atija Sossa, Petra Ugrina, Andreja Arnola, Toneta Janše, Milana Ferleža in Silvestra Stingla, s katerimi je vplival na zvočno in izvedbeno prepoznavnost orkestra, je bil Rebrek nekaj desetletij eden izmed glavnih solistov orkestra in predstavnikov slovenskega jazza. Kot član Plesnega orkestra in kasneje Big Banda je sodeloval pri snemanju več kot 10.000 skladb, med katerimi so številne znane skladbe slovenske popularne glasbe iz 60., 70. in 80. let. Po upokojitvi v Big Bandu, se je pridružil zasedbi Greentown Jazz Band, s katero je nastopal tudi v ZDA. Sodeloval je s številnimi znanimi jazzovskimi glasbeniki kot so Woody Shaw, Clark Terry, Johnny Griffin, Lee Harper, Philly Joe Jones, ...
Leta 1983 se je začel ukvarjati z možnostjo širšega izraza bas kitare, ki jo je postavil na pozicijo solističnega instrumenta. To idejo je kot svoje življenjsko delo, dokumentiral na zgoščenki Pictures of the World. Za bas kitaro je napisal številne duete, ki predstavljajo novost na področju bas kitare. Napisal je tudi nekaj priročnikov za igranje bas kitare, med njimi priročnik Big Funk Text Book – Slap, ki je izšel leta 2007. Kot glasbeni pedagog je deloval na Glasbeni šoli Celje, bil pa je tudi umetniški vodja New Hopes Tria.

## Izbrana diskografija
Solo
- New Age - Pictures Of The World (1998)

### Plesni orkester RTV Ljubljana/Big Band RTV Slovenija
- 9. International jazz festival "Ljubljana '68" (1968)
- 10. International jazz festival "Ljubljana '69" (1969)
- V soju žarometov (1970)
- 11. International jazz festival "Ljubljana '70" (1970)
- 12. internacionalni festival jazza "Ljubljana '71" (1971)
- 15. International jazz festival "Ljubljana '74" (1974)
- In the Mood (1974)
- Križanke (1976)
- Glenn Miller (1979)
- Swing, swing, swing (1983)
- Joan Faulkner & Big Band RTV Ljubljana – Joan Faulkner (1984)
- Cockpit (1985)
- Zlata šestdeseta slovenske popevke (1997)

### Ostalo
- Kvintet A-B-C: Medison (1963)
- Neca Falk: Danes (1977)
- Trio Stingl: Pall Mall (1977)
- Božidar Wolfand - Wolf: Wolf (1986)
- Tone Janša Quintet & Sextet: Plays Original Music (1998)
- Dušan Uršič: Nekaj resnic in drugih laži (1999)
- Toti Big Band: 7. jubilejni koncert (2000)
- Metka Štok: Nekoč in danes (2002)
- Greentown Jazz Band: Twenty Years of Joy (2003)